# Константинова Марія Володимирівна
Марія Володимирівна Константи́нова (15 лютого 1935, Тепле — 13 березня 1991, Київ) — українська радянська скульпторка; член Спілки радянських художників України з 1968 року.

## Біографія
Народилася 15 лютого 1935 року в селі Теплому Курської області (нині Росія). Протягом 1954—1960 років навчалася у Київському художньому інституті у Макара Вронського, Олександра Сиротенка, Івана Шаповала. Дипломна робота — горельєф «Кріпильники» (керівник Михайло Лисенко; Донецький обласний художній музей).
Мешкала у Києві в будинку на Русанівській набережній, № 18/1, квартира № 35. Померла у Києві 13 березня 1991 року.

## Творчість
Працювала в галузях станкової, монументально-декоративної скульптури, малої пластики. Серед робіт:
станкова скульптура
композиції
- «Перший крок» (гіпс, 1963);
- «Лесине дитинство» (дерево, 1971);
- «На сонці» (1971);
- «Південь» (1972);
- «Дівчина з книгою» (оргскло, 1973);
- «Купальниця» (дерево, 1974; Одеський національний художній музей)
- «Дівчина з глечиком» (дерево, 1978; Канівський музей народного декоративного мистецтва);
- «Єдиний подих» (дерево, 1978, Національний музей медицини України);
- «Колискова» (дерево, 1976—1979);
- «Дівчина з глеком» (гіпс, 1980-ті);
- «Доярка» (дерево, 1980—1981);
- «Материнство» (дерево, 1981);
- «Серпень» (дерево, 1984).

портрети
- «Олександр Матросов» (гіпс тонований 1965);
- «Дівчина» (гіпс, 1966);
- «Генерал-полковник Михайло Кирпонос» (гіпс, 1967);
- «Лев Толстой», погруддя (гіпс, 1970-ті);
- «Первісна жінка часу Трипільської культури» (за археологічними матеріалами Вихватинського могильника, теракота, 1975, Національний музей історії України);
- «Петро Чайковський» (бронза, 1977);
- «Герой Соціалістичної Праці Іван Данилович Мусієнко» (мармур, 1977);
- «Тарас Шевченко» (граніт, 1978);
- «Ярослав Мудрий» (мідь, виколотка, 1980, Білоцерківський краєзнавчий музей; варіант — дерево, 1982);
- «Леся Українка» (мідь, граніт, 1984);
- «Маршал Радянського Союзу Георгій Костянтинович Жуков» (фігура — гіпс, 1985; варіант — напівфігура — мідь кована, 1985; спільно з Миколою Котком);
- «Генерал армії Микола Федорович Ватутін» (цемент, 1985, спільно з Миколою Котком).

Крім згаданих музеїв, роботи скульпторки зберігаються в Черкаському художньому музеї, Яготинському історичному музеї.
монументальна скульптура
- пам'ятник Петру Чайковському у місті Кам'янці Черкаської області (бронза, граніт, 1975);
- пам'ятник загиблим під час німецько-радянської війни у Каневі (мідь кована, 1976);
- пам'ятник партизанам громадянської війни, загиблим у 1918 році у місті Бахмуті Донецької області (мідь кована, граніт 1977);
- пам'ятник засновникові російської геологічної наукової школи академіку Олександру Карпінському у місті  Соледарі Донецької області (напівфігура, мідь кована, граніт, 1979);
- стела, присвячена Героям Радянського Союзу і Героям Соціалістичної Праці вихованцям Білоцерківського сільськогосподарського інституту (бронза, граніт, 1980; співавтор Іда Копайгоренко);
- пам'ятник Олександру Пушкіну у місті Бахчисараї в Автономній Республіці Крим (1980-ті);
- пам'ятник Ярославу Мудрому у місті Білій Церкві Київської області (1983);
- пам'ятник Володимиру Леніну у місті Тульчині Вінницької області (бронза, 1986);

Брала участь у республіканських виставках з 1960 року. У 1981 році її роботи експонувалися в Лейпцигу.